# Vilamuseu
El Vilamuseu és la Xarxa de Museus i Monuments de la Vila Joiosa. Se situa al solar de l'antic Col·legi Públic Álvaro Esquerdo, edifici d'estil eclèctic del que s'ha conservat la façana, de la capital de la Marina Baixa (País Valencià). Anteriorment va estar a la Casa de la Cultura de la Vila Joiosa, al carrer de Barranquet, als soterranis del qual va ser creat al desembre de 1973 per José Payá Nicolau amb ajuda d'un grup de col·laboradors. La col·lecció inicial estava composta principalment per donacions d'objectes arqueològics, etnogràfics, paleontològics i minerals, procedents en la seua major part de la Vila Joiosa.
Va ser reconegut com a Col·lecció museogràfica permanent amb el nom de Museu Municipal d'Arqueologia i Etnografia per la Generalitat Valenciana amb data 4 d'abril de 1995, amb la incorporació de l'actual director. Va ser reconegut com a Museu el 9 de setembre de 1996.
En 2010 es van tancar al públic les instal·lacions per realitzar treballs de catalogació i embalatge de cara al trasllat a la nova seu. El nou museu, amb el nom de Vilamuseu, Museu Municipal de la Vila Joiosa, va obrir les portes al públic el novembre de 2016. Es tracta d'un gran equipament d'un total de 4500 m² construït principalment amb fons del Pla Confiança de la Generalitat Valenciana.
D'altra banda, el Vilamuseu és també la seu de la Xarxa municipal de museus i monuments de la Vila Joiosa. L'edifici, la museografia i els serveis públics del museu s'han dissenyat integralment segons principis de disseny universal, adaptats a les discapacitats físiques, orgàniques, sensorials i mentals.
El museu compta amb una col·lecció de fons locals, principalment provinents de l'antiga ciutat d'Al·ló. Entre les grans fites trobem objectes fenicis, púnics i grecs de les necròpolis de Poble Nou i Casetes, entre els quals es pot destacar la joieria d'or fenici-púnica, el colador etrusc de bronze, els gots àtics de figures negres, la col·lecció d'amulets egiptitzants o la cantimplora egípcia d'any nou; la col·lecció de ceràmica ibèrica pintada amb un estil propi de la Vila Joiosa, entre la qual destaca l'anomenat Got del llindar del més enllà, una peça excepcional al món iber, la decoració del qual narra el concepte iber del viatge de l'ànima al més enllà; peces procedents del municipium romà i el seu territori, com la inscripció commemorativa de la reconstrucció d'un macèl·lum (mercat municipal de carn) al segle ii o els mosaics figuratius de la vila monumental de Xauxelles (s. III dC); el carregament del derelicte romà Bou-Ferrer, la nau antiga en curs d'excavació més gran de la Mediterrània, declarada bé d'interés cultural, entre el qual destaquen els grans lingots de plom amb la inscripció IMP[erator] AVG[ustus] GER[manicus], probablement referida a l'emperador Neró; o els materials de les alqueries, mesquita rural i cementeri islàmics de l'Armiserà; a més de la col·lecció de fons dels segles XIX i XX.
El Vilamuseu també gestiona la Casa Museu la Barbera dels Aragonés (s. XVI-XIX), amb una col·lecció d'objectes i mobles d'època romàntica contextualitzats als espais originals de la casa, entre la qual destaca la indumentària de final del segle xviii al començament del segle xx.